# Artillerieregiment 100
Das Artillerieregiment 100 „Freistaat Thüringen“ (ArtRgt 100; Beiname seit 2009) war ein artilleristischer Verband mit Aufklärungs- und Wirkmitteln. Das am Standort Mühlhausen/Thüringen in der Görmar-Kaserne ansässige letzte verbliebene Regiment der Artillerietruppe im deutschen Heer unterstand der 1. Panzerdivision. 2007 ging es aus der 2002 aufgestellten Artilleriebrigade 100 (ArtBrig 100), dem einzigen Großverband der Artillerie, hervor. Im Jahr 2009 wurde es mit dem Fahnenband des Freistaates Thüringen ausgezeichnet. Der Verband stellte u. a. Kräfte für KFOR- und ISAF-Kontingente sowie Anteile des ORF-Bataillons der NATO. Außerdem gehörte er zu den Eingreifkräften des Heeres. Im Zuge der Neuausrichtung der Bundeswehr wurde das Regiment 2014 aufgelöst.

## Auftrag und Stab
Das Artillerieregiment 100 hatte den Auftrag zur Aufklärung (Planung und Führung) und zum Feuerkampf der Divisionsartillerie im gesamten Intensitätsspektrum. Dazu führte es die unterstellten Truppenteile und war verantwortlich für deren Ausbildung. Das Regiment stellte im Rahmen des internationalen Krisenmanagements einen Gefechtsstand Artillerieregiment bereit. Man nahm ferner an Ausbildung und Übungen der Heeresgroßverbände teil. Außerdem stellte das Regiment Kräfte in Regimentsstärke für Einsatzkontingente (siehe Auslandseinsätze der Bundeswehr) und für Hilfeleistungen im In- und Ausland. Weiterhin wirkte man an der Weiterentwicklung der Artillerietruppe mit.
Der Stab, der vom Chef des Stabes geführt wurde, gliederte sich in die Gebiete S1 bis S6. Im Einsatzfall und bei Übungen stellte der Regimentsstab eine sogenannte Zelle Artillerie im Gefechtsstand der Division bzw. richtet einen eigenen Gefechtsstand ein, der unter der Führung des Divisionsartillerieführers (stellvertretender Regimentskommandeur) stand. Der Gefechtsstand war befähigt teilstreitkräfteübergreifende und internationale Aufgaben wahrzunehmen und im Rahmen friedenserhaltender Missionen zu wirken.

## Gliederung
Das Regiment bestand zuletzt aus folgenden Truppenteilen:
- Stabsbatterie Artillerieregiment 100 (Mühlhausen)
- Beobachtungspanzerartilleriebataillon 131 (Mühlhausen)

- Stab (Logistik und Administration)
- (1) Versorgungs- und Unterstützungsbatterie
- (2) Beobachtungsbatterie (Schallmesssystem, zwei Artillerieortungsradarsysteme COBRA und Wettergruppe)
- (3) Drohnenbatterie KZO
- (4) Panzerartilleriebatterie (Panzerhaubitze 2000)
- (5) Panzerartilleriebatterie (Panzerhaubitze 2000)
- (6) Einsatzunterstützungsbatterie (Allgemeine Grundausbildung)

- Raketenartilleriebataillon 132 (Sondershausen)

- (1) Versorgungs- und Unterstützungsbatterie
- (2–5) Raketenartilleriebatterien (Raketenwerfer MARS)
- (6) Einsatz- und Unterstützungsbatterie (Allgemeine Grundausbildung)

## Geschichte
Das Artillerieregiment 100 wurde zum 1. Juli 2002 unter Oberst Hans-Joachim Fröhlich als Artilleriebrigade 100 in Mühlhausen/Thüringen aufgestellt. Sie ging aus dem Artillerieregiment 13 hervor. Die Brigade wurde dem Heerestruppenkommando in Koblenz unterstellt. Außerdem wurde eine Stabsbatterie aufgestellt. Der Brigade unterstanden in der Anfangszeit folgende Verbände:
- Stab und Stabsbatterie Artilleriebrigade 100, Mühlhausen
- Artillerieaufklärungsbataillon 71, Coesfeld
- Artillerieaufklärungsbataillon 121, Tauberbischofsheim
- Artillerieaufklärungsbataillon 131, Mühlhausen
- Raketenartillerielehrbataillon 52, Hermeskeil (zuvor: Idar-Oberstein und Kusel)
- Raketenartilleriebataillon 55, Homberg
- Raketenartilleriebataillon 132, Sondershausen

Im August 2002 bekämpfte die Brigade das Hochwasser an der Elbe und an der Havel bei Stendal und Tangermünde. Von November 2002 bis Februar 2003 bereitete man sich mit der Aufklärungsdrohne LUNA auf die UNMOVIC-Mission, die Überwachungs-, Verifikations- und Inspektionskommission der Vereinten Nationen, im Irak vor. Im Mai 2003 wurde auf dem Blobach in Mühlhausen ein öffentliches Gelöbnis und ein Großer Zapfenstreich der Artilleriebrigade 100 abgehalten. Im Juni/Juli 2003 fand im Raum zwischen Klietz und Großwudicke (Sachsen-Anhalt bzw. Brandenburg) die erste Brigaderahmenübung „Thüringer Löwe 2003“ statt. Im September 2003 widmete man sich der „Lehrübung System Artillerie“ (LÜSA) auf dem Truppenübungsplatz Baumholder in Rheinland-Pfalz. Einen Monat später unterstützte die Brigade das mehrtägige Volksfest Thüringentag, das 2003 unter dem Motto „Miteinander mittendrin“ mit ca. 100.000 Besuchern in Mühlhausen stattfand. Im April 2004 übte man im Rahmen einer zweiten Brigaderahmenübung „Thüringer Löwe 2004“, diesmal im Raum zwischen Leine und Weser. Im August/September folgte die LÜSA 2004 in Baumholder.
Von Februar bis März 2005 zog der Stab von der aufgegebenen Rosenhof-Kaserne in die Görmar-Kaserne in Mühlhausen um. Im Juni 2005 fand der „Thüringer Löwe 2005“ als „Three Block War“, inklusive LUNA-Flugbetrieb, im Raum Thüringer Becken statt, außerdem verantwortete man die zentralen Leutnantsbeförderung des Heerestruppenkommandos auf dem Blobach. Im Juli gab es eine weitere LÜSA in Baumholder. Von September 2006 bis Mai 2007 stellte die Brigade Kräfte für das 15. und 16. Deutsche Einsatzkontingent der KFOR im Kosovo, dessen Kommando der Kommandeur, Brigadegeneral Hans-Joachim Fröhlich, übernahm.

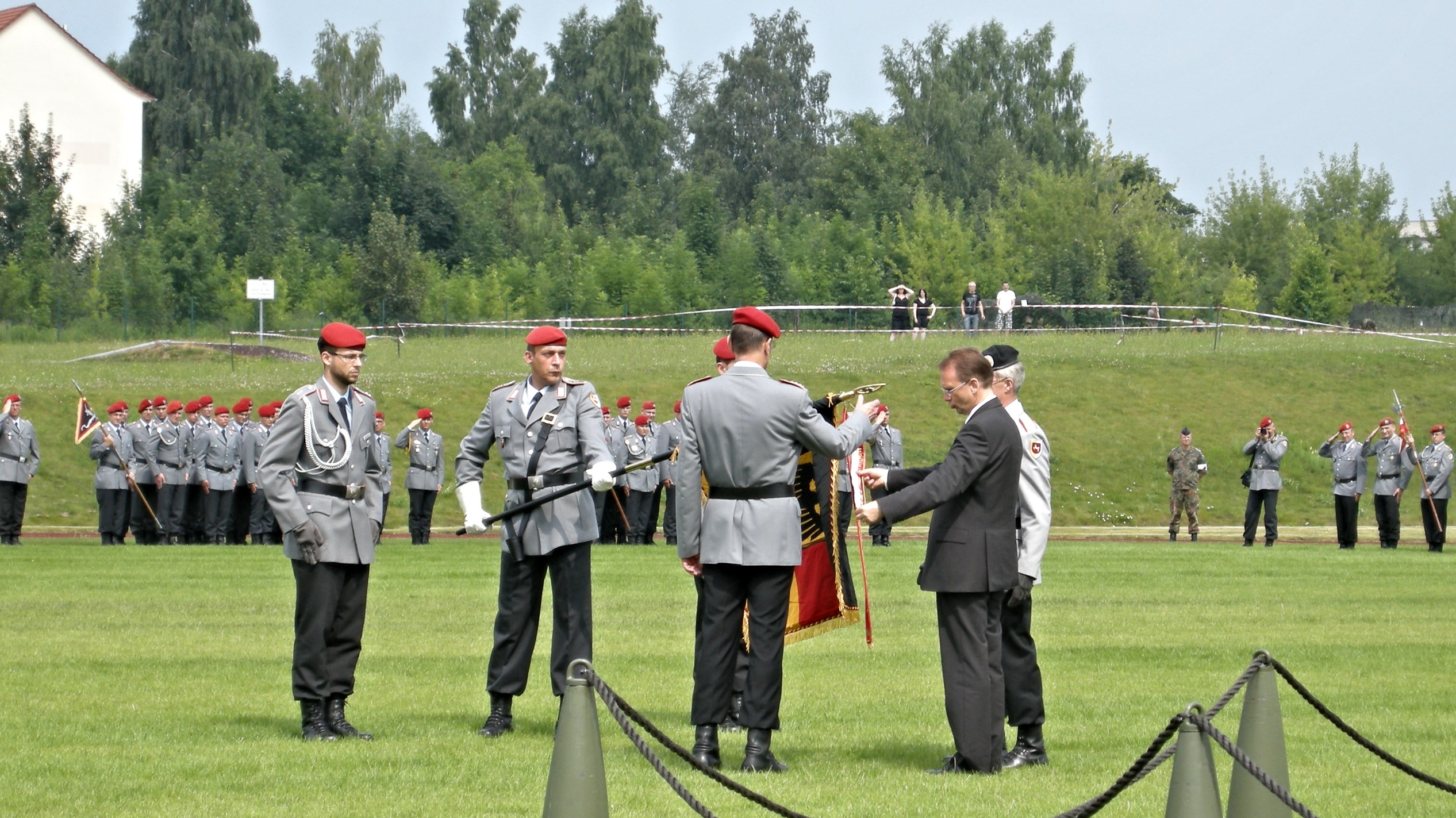
Tag der offenen Tür mit Ministerpräsident Dieter Althaus im Juli 2009: Dem Artillerieregiment 100 wurden eine Truppenfahne, ein Fahnenband und der Name „Freistaat Thüringen“ verliehen.

Zum 1. Juli 2007 wurde die Artilleriebrigade 100 in das Artillerieregiment 100 umgegliedert und der 1. Panzerdivision im niedersächsischen Oldenburg (zu den Zeitpunkt noch in Hannover stationiert) unterstellt. Im Sommer 2008 wurde das Artillerieaufklärungsbataillon 121 und das teilaktive Artillerieaufklärungsbataillon 83 in Tauberbischofsheim (Baden-Württemberg) außer Dienst gestellt. Außerdem wurde das Artillerieaufklärungsbataillon 131 in Mühlhausen in Beobachtungspanzerartilleriebataillon 131 umgegliedert. Von Juli bis November 2008 stellte man Kräfte für das 17. Deutsche Einsatzkontingent ISAF in Afghanistan. Ende 2008 wurden dann das Artillerieaufklärungsbataillon 71 und das teilaktive Artillerieaufklärungsbataillon 113 in Coesfeld (Nordrhein-Westfalen) außer Dienst gestellt. Im Juli 2009 fand ein Tag der offenen Tür statt: Brigadegeneral Heinz Georg Wagner, stellvertretender Kommandeur der 1. Panzerdivision, überreichte eine Truppenfahne, Dieter Althaus (CDU), thüringischer Ministerpräsident, verlieh dem Regiment das Fahnenband und Generalleutnant Hans-Otto Budde, Inspekteur des Heeres, den Beinamen „Freistaat Thüringen“. 2009 führte die 3. Batterie des Beobachtungspanzerartilleriebataillons 131 das unbemannte, luftgestützte Aufklärungssystem „Kleinfluggerät für Zielortung“ (KZO) in den ISAF-Einsatz ein. Von Januar bis Juni 2010 gehörte die 5. Batterie des Raketenartilleriebataillons 132 und von Juli bis Dezember 2011 das gesamte Bataillon zum ORF-Bataillon der NATO, zuletzt auch im Kosovo im Einsatz. Ende 2012 fand eine letzte Übung in Baumholder statt. 2013 war man mit einer Joint Fire Support Coordination Group (JFSCG) und zwei Geschützzügen in Afghanistan.
Mit einem Großen Zapfenstreich erfolgte bereits am 16. Mai 2013 der feierliche Auflösungsappell für das Regiment, das bis zum 30. Juni 2014 aufgelöst wurde. Dieser wurde unter Beteiligung des Heeresmusikkorps 1 aus Hannover neben dem Regimentskommandeur durch Johannes Bruns (SPD), Oberbürgermeister der Stadt Mühlhausen/Thüringen, Generalmajor Carsten Jacobson, Kommandeur der 1. Panzerdivision, und Christine Lieberknecht (CDU), Ministerpräsidentin des Freistaates Thüringen, abgenommen. Zum Dezember 2013 wurde das Raketenartilleriebataillon 132 in Sondershausen aufgelöst, wobei drei Batterien an andere Truppenteile des Heeres gingen. So bildete es den Kern für das Feldwebel-/Unteroffizieranwärterbataillon 1 in Sondershausen. Das Beobachtungspanzerartilleriebataillon 131 wurde in das Artilleriebataillon 131 umgegliedert, nach Weiden in der Oberpfalz verlegt und zum Januar 2014 der Division Süd unterstellt. Zusammen mit dem Artillerielehrbataillon 345 in Kusel bzw. Idar-Oberstein bildet es die Divisionsartillerie der neuen 10. Panzerdivision.

## Kommandeure
| LNr. | Dienstgrad Name                      | Amtszeit           | Amtszeit      |
| LNr. | Dienstgrad Name                      | Beginn             | Ende          |
| ---- | ------------------------------------ | ------------------ | ------------- |
| 4    | Oberst Axel Hermeling                | 2012               | 30. Juni 2014 |
| 3    | Oberst Oliver Kohl                   | 25. September 2009 | 2012          |
| 2    | Oberst Hubertus von Rohr             | 1. Juli 2007       | 2009          |
| 1    | Brigadegeneral Hans-Joachim Fröhlich | 1. Juli 2002       | 2007          |

## Verbandsabzeichen
Das interne Verbandsabzeichen zeigte oben auf silbernem Feld das eiserne Kreuz der Bundeswehr belegt mit dem Stadtwappen von Mühlhausen. Auf goldfarbigem Hintergrund zeigte es oben einen steigenden heraldischen Adler und im unteren roten Feld ein silbernes Mühleisen. Der Adler bezog sich auf den früheren Status der Stadt als „freie Reichsstadt“, die vom Heiliges Römisches Reich und den römisch-deutschen Kaisern geprägt war. Das Mühleisen erinnerte an die einstigen Kornmühlen in der Stadt.
Im unteren roten Feld zeigte das Regimentswappen zwei über Kreuz liegende Kanonenrohre mit einer Rakete. Diese Symbole standen ungeachtet der Herauslösung der Rohrartillerie für die Rohr- und Raketenartillerieanteile des Regiments. Der Buchstabe „B“ stand für Artillerieaufklärungsbataillone des Regiments. Die Farben weiß und rot standen für die thüringischen Landesfarben.

Verbandsabzeichen als Artilleriebrigade 100

Das alte Verbandsabzeichen (Ärmelabzeichen) zeigte zwei gekreuzte Schwerter auf schwarz, rot, blauen Grund im Wappenschild und glich bis auf die Umrandung dem Verbandsabzeichen des Heerestruppenkommandos. Die gekreuzten Schwerter standen für die Heerestruppenteile. Die Farbe schwarz symbolisierte die Pioniertruppe, rot die Artillerie-, Heeresflugabwehr- und die ABC-Abwehrtruppe. Blau stand für die Logistiktruppe. Damit waren die Waffenfarben der unterstellten Truppen im divisionsäquivalenten Heerestruppenkommando im Wappen abgebildet. Alle dem Heerestruppenkommando ehemals unterstellten Brigaden führten ein bis auf die Umrandung identisches Verbandsabzeichen, das meist in der jeweiligen Waffenfarbe umrandet war. Hier war das für die Artillerie Hochrot.